# راؤول تورو
راؤول تورو (بالإسبانية: Raúl Toro Basáez)‏ هو مدرب كرة قدم ولاعب كرة قدم تشيلي في مركزي الهجوم والوسط، ولد في 19 يوليو 1965 في سانتياغو في تشيلي. لعب مع نادي أونيفرسيداد دي تشيلي ونادي لويس أنخيل فيربو ويونيون إسبانيولا.